# Liste der Monuments historiques in Châteauneuf-d’Entraunes
Die Liste der Monuments historiques in Châteauneuf-d’Entraunes führt die Monuments historiques in der französischen Gemeinde Châteauneuf-d’Entraunes auf.

## Liste der Objekte
| Bezeichnung       | Beschreibung                                               | Standort                        | Kennzeichnung | Schutzstatus | Datum | Bild           |
| ----------------- | ---------------------------------------------------------- | ------------------------------- | ------------- | ------------ | ----- | -------------- |
| Altar mit Retabel | Holz, polychrom gefasst, Mitte des 16. und 18. Jahrhundert | in der Kirche St-Nicolas (Lage) | PM06001436    | Classé       | 1989  | weitere Bilder |